# Badri Latif
Badri Latif (* 2. November 1977 in Berlin) ist eine ehemalige deutsche Hockeyspielerin, sie gewann 2004 die olympische Goldmedaille.
Badri Latif wuchs in Berlin als Tochter eines Persers und einer Deutschen auf. Sie war schon im Kindergarten mit Natascha Keller befreundet und fand so zum Hockeysport. Beim Berliner HC gehörte die Abwehrspielerin 1996 zur Meistermannschaft, 1999, 2000, 2005 und 2006 gewann sie erneut den Titel.
1997 debütierte Badri Latif in der deutschen Hockeynationalmannschaft, bei der FIH Champions Trophy in ihrer Heimatstadt Berlin erreichte sie mit der deutschen Mannschaft den zweiten Platz. Zwei Jahre später wurden die deutschen Damen in Brisbane Dritte. 2002 siegte Badri Latif mit der deutschen Mannschaft bei der Hallenhockey-Europameisterschaft. Bei der Feldhockey-Weltmeisterschaft 2002 in Perth belegte die deutsche Mannschaft den siebten Platz. 2003 wurde in Leipzig die erste Weltmeisterschaft im Hallenhockey ausgetragen, die deutsche Mannschaft gewann den Titel. Im Freien gewannen die deutschen Damen 2003 Bronze bei der Europameisterschaft in Barcelona. Bei den Olympischen Spielen 2004 in Athen war Badri Latif in allen sechs Spielen dabei, im Finale siegten die deutschen Damen mit 2:1 über die Auswahl der Niederlande.
Dafür wurden sie und die deutsche Mannschaft am 16. März 2005 mit dem Silbernen Lorbeerblatt ausgezeichnet.
Ein Jahr später revanchierten sich die Niederländerinnen mit einem 2:1-Sieg im Finale der Europameisterschaft 2005 in Dublin. 2006 gewann Badri Latif mit der deutschen Mannschaft die Champions Trophy in Amstelveen, bei der Weltmeisterschaft in Madrid erreichte das deutsche Team hingegen nur den achten Platz. Insgesamt wirkte Badri Latif von 1997 bis 2007 in 145 Länderspielen mit, davon 12 in der Halle.
Badri Latif schloss 2006 ihr Medizinstudium erfolgreich ab.